# Witzin
Witzin is een gemeente in de Duitse deelstaat Mecklenburg-Voor-Pommeren, en maakt deel uit van het Landkreis Ludwigslust-Parchim.

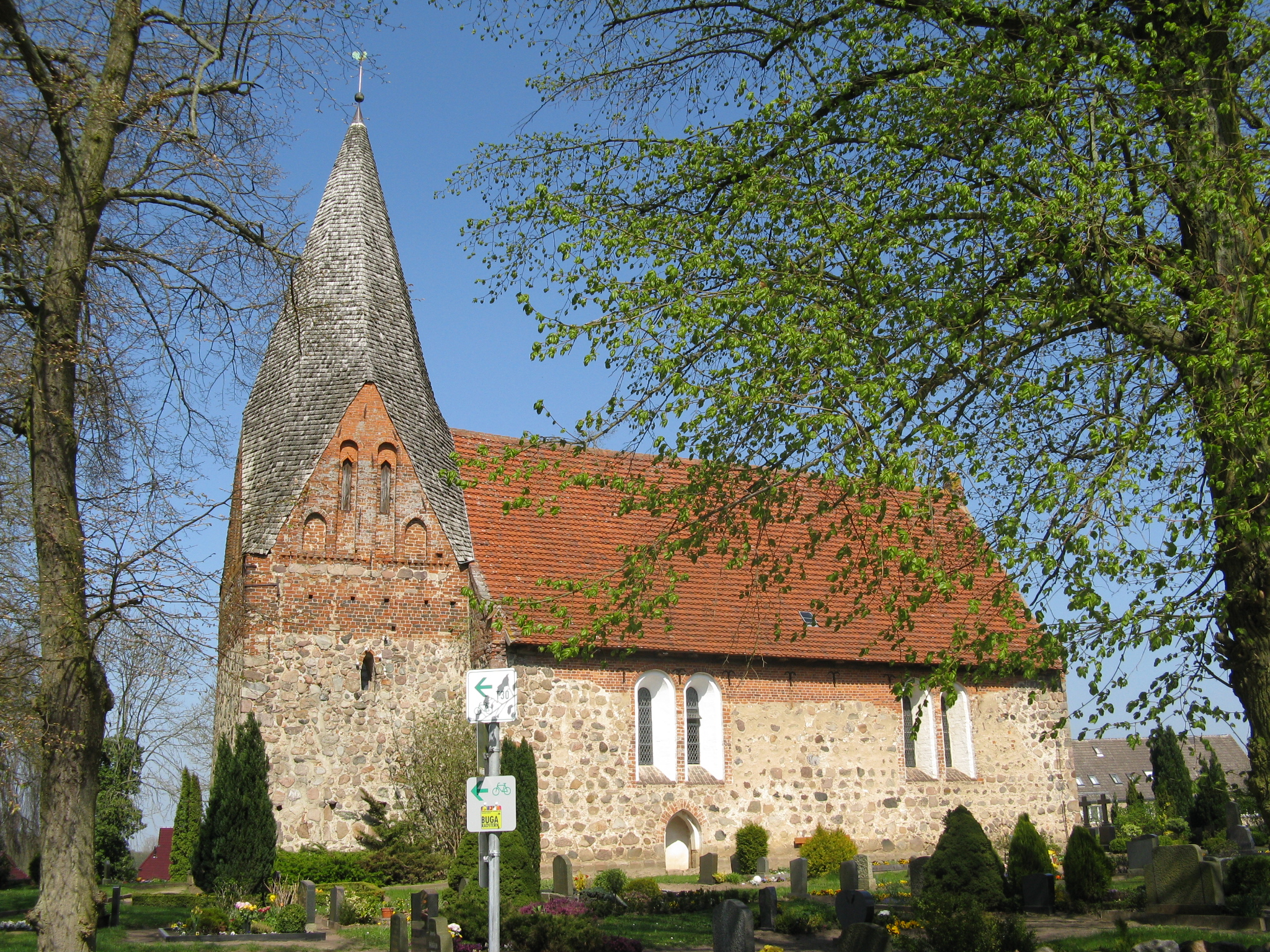
Dorpskerk

Witzin telt 452 inwoners.